# Добжен Велки (община)
Община Велки Добжен (на полски: Gmina Dobrzeń Wielki) е селска община в Полша, ополско войводство, повят ополски. Административен център на общината е Велки Добжен. Населението на общината през 2004 година е 14 316 души.

## Повърхностната структура
Общината е с площ 91,42 km², включително: земеделска земя е 49%, горска земя е 37%. Територията на общината е 5,76%, а населението е 10% от ополски повятът.

## Населени места
Общината има 9 населени места:
- Велки Добжен
- Бжеже
- Борки
- Кшановице
- Куп
- Мали Добжен
- Хрушчице
- Чарновонси
- Шверкле